# Čtyři znaky církve
Čtyři znaky církve, známé také jako atributy církve, popisují čtyři charakteristické přívlastky tradiční křesťanské ekleziologie, jak jsou vyjádřeny v Nicejsko-konstantinopolském vyznání víry dokončeném na prvním konstantinopolském koncilu v roce 381 n. l.: „Věříme v jednu, svatou, všeobecnou a apoštolskou církev“.
Toto ekumenické vyznání víry se dnes přednáší při liturgii katolické církve (latinského i východního obřadu), pravoslavné církve, starobylé východní církve, asyrské východní církve, moravské církve a luteránských církví, metodistické církve, presbyteriánské církve, anglikánské společenství a členové reformovaných církví, i když si jej vykládají velmi odlišně a někteří protestanti slovo „katolický“ ve vyznání víry pozměňují a nahrazují jej slovem „křesťanský“. Česká římskokatolická církev používá v liturgii místo výrazu „katolická“ výraz „všeobecná“.
Ačkoli jedno vyznání se od druhého liší mnoha doktrínami, které vycházejí z tradice i z různých výkladů Bible (což do značné míry vysvětluje, proč existuje mnoho různých vyznání), představují Čtyři znaky souhrn toho, co mnozí duchovní a teologové v minulosti považovali za nejdůležitější tvrzení křesťanství.

## Historie

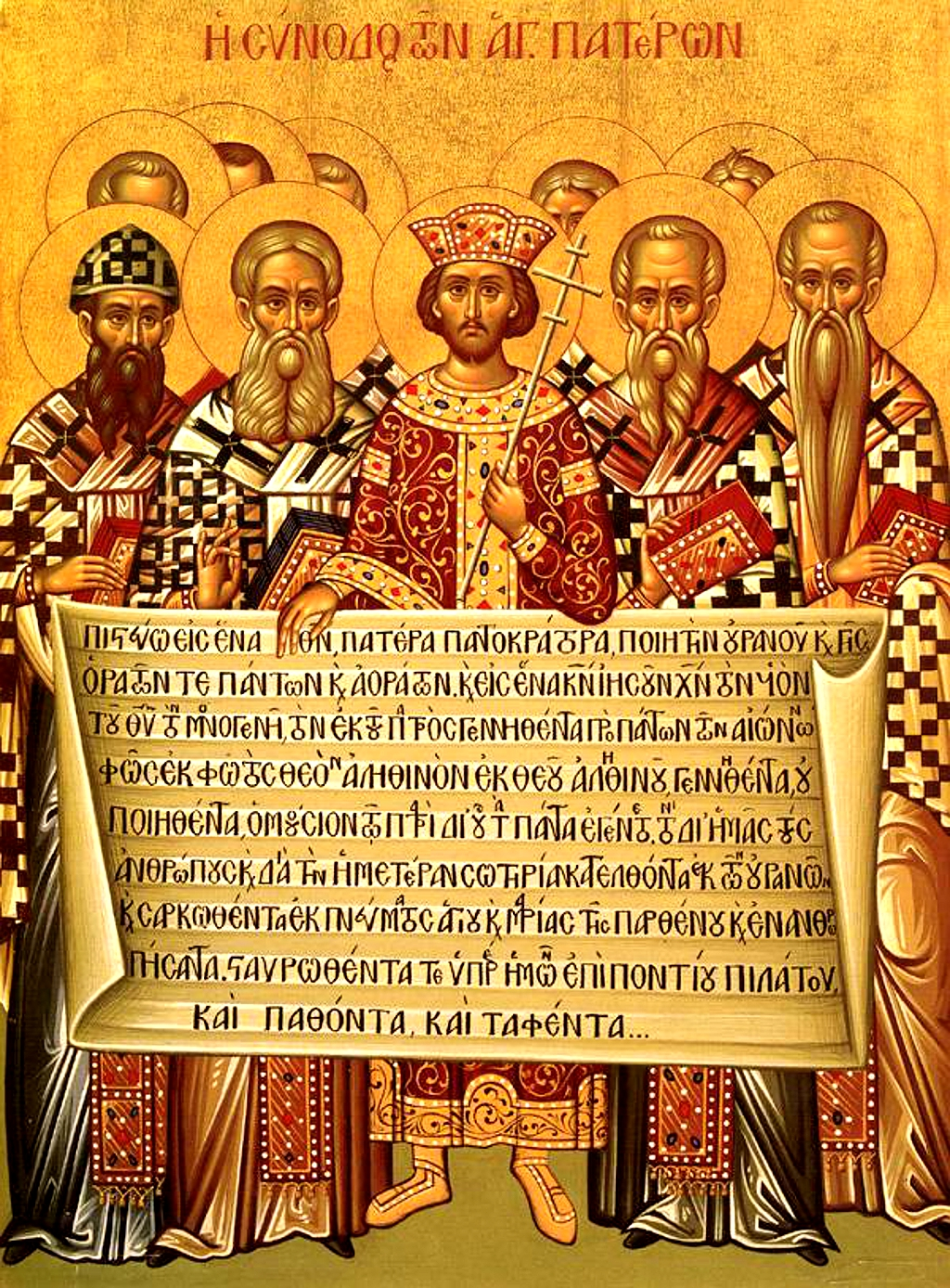
Ikona zobrazující císaře Konstantina v doprovodu biskupů prvního nicejského koncilu (325 n. l.), jak drží Nicejsko-konstantinopolské vyznání víry z roku 381.

Myšlenky čtyř znaků se v křesťanské církvi objevují již od raného křesťanství. Narážky na ně lze nalézt ve spisech raně církevního otce a biskupa Ignáce z Antiochie z 2. století. Doktrinálně byly stanoveny až na prvním konstantinopolském koncilu v roce 381 jako protiváha k některým herezím, které se do církve vloudily v jejích raných dějinách. Koncil zde rozpracoval Nicejské vyznání víry, stanovené prvním nicejským koncilem o 56 let dříve, tím, že na jeho konec přidal část, která obsahovala toto tvrzení: „[Věříme] v jednu, svatou, katolickou a apoštolskou církev.“ Tato věta zůstala ve verzích Nicejského vyznání víry až do 21. století.
V některých jazycích, například v němčině, bylo latinské „catholica“ před reformací nahrazeno slovem „křesťanská“, ačkoli se jednalo o anomálii, kterou některé protestantské církve používají dodnes. Proto se ze „svatá katolická“ stává „svatá křesťanská“.
Římští katolíci věří, že označení „jedna, svatá, katolická a apoštolská církev“ se vztahuje pouze na římskokatolickou církev. Zastávají názor, že „Kristus zde na zemi založil pouze jednu církev“, a věří v „plnou totožnost církve Kristovy s církví katolickou“. I když „existují četné prvky posvěcení a pravdy, které se nacházejí mimo její strukturu“, tyto „jako dary náležející správně Kristově církvi podněcují ke katolické jednotě“. Východním církvím, které nejsou v plném společenství s katolickou církví, tak „něco chybí v jejich stavu jako partikulárních církví“. Obce zrozené z protestantské reformace 16. století „nepožívají apoštolské posloupnosti ve svátosti svěcení, a proto jsou zbaveny konstitutivního prvku církve“.
Pravoslavná církev se ve sporu s římskokatolickou církví považuje za historické a organické pokračování původní církve založené Kristem a jeho apoštoly. Starobylá východní církev nesouhlasí s oběma a prohlašuje se za historické a organické pokračování původní církve založené Kristem a jeho apoštoly, za „jednu, svatou, katolickou a apoštolskou“ církev starokřesťanských vyznání víry a za jedinou církev, která vždy zachovávala pravou christologii a víru vyhlášenou prvními třemi koncily, prvním nicejským, prvním konstantinopolským a efezským, potvrzenou církevními otci a posvátnou tradicí.
Augsburské vyznání, které se nachází v Knize svornosti, sborníku víry luteránských církví, učí, že „víra, jak ji vyznával Luther a jeho následovníci, není nic nového, nýbrž pravá katolická víra, a že jejich církve představují pravou katolickou neboli univerzální církev.“ Když luteráni v roce 1530 předložili augsburské vyznání císaři Svaté říše římské Karlu V., věří, že „ukázali, že každý článek víry a praxe je pravdivý především podle Písma svatého a pak také podle učení církevních otců a koncilů.“ Luteránské církve proto tradičně zastávají názor, že jejich církev představuje pravou viditelnou církev.

## Znaky

### Jedna
Viz též: Jediná pravá církev a Tělo Kristovo#Církev

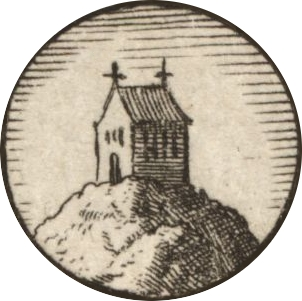
„Jedna církev“, ilustrace článku 7 Augsburského vyznání

Toto označení vychází z Pavlových listů, kde se uvádí, že církev je „jedna“. V 1Kor 15, 19 (Kral, ČEP) apoštol Pavel mluví o sobě jako o pronásledovateli „církve Boží“, tedy nejen místní církve v Jeruzalémě, ale téže církve, kterou na začátku tohoto listu oslovuje jako „církev Boží, která je v Korintě“ – 1Kor 1, 2 (Kral, ČEP): „Vy jste tělo Kristovo a jednotlivě jeho údy“ – 1Kor 12, 27 (Kral, ČEP) a prohlašuje, že „jako je tělo jedno a má mnoho údů a všechny údy těla, ačkoli je jich mnoho, jsou jedno tělo, tak je to i s Kristem“ – 1Kor 12, 12 (Kral, ČEP).
V Ef 4, 5–6 (Kral, ČEP) Pavel píše: „Je jedno tělo a jeden Duch – jako jste byli povoláni k jedné naději, která patří k vašemu povolání – jeden Pán, jedna víra, jeden křest, jeden Bůh a Otec všech, který je nade všemi, skrze všechny a ve všech.“ Tento výčet faktorů, které dělají z křesťanů jedno tělo, jednu církev, nepochybně nemá být vyčerpávající, říká Francis A. Sullivan, ale potvrzuje jednotu těla, církve, prostřednictvím toho, co mají křesťané společné – v čem mají společenství.
Na jiném místě Pavel říká: „Není Žida ani Řeka, není otroka ani svobodného, není muže ani ženy, neboť vy všichni jste jedno v Kristu Ježíši“ – Gal 3, 28 (Kral, ČEP). Tento výrok se týkal křesťanů jako jednotlivců, ale vztahoval se na ně také jako na skupiny, jako na místní církev, ať už se skládala převážně z křesťanů židovských nebo pohanských.

### Svatá
Další informace: Svatost
Slovo svatá v tomto smyslu znamená oddělená pro zvláštní účel Bohem a pro Boha. Církev je svatá, protože byla určena k tomu, aby konala Boží dílo, a protože je v ní Bůh přítomen. Křesťané chápou svatost církve jako odvozenou od svatosti Kristovy.

### Katolická
Další informace: Katolicita
Slovo katolický je odvozeno od starořeckého přídavného jména καθολικός (romanizováno: katholikos), což znamená „obecný“, „univerzální“. Souvisí s řeckým příslovcem καθόλου (katholou), které znamená „podle celku“, „zcela“ nebo „obecně“, což je kombinace předložky κατά znamenající „podle“ a přídavného jména ὅλος znamenajícího „celý“.
Přídavné jméno „katolická“ znamená, že v Církvi je hlásána všem lidem celistvost křesťanské víry, plná a úplná, všeobjímající a nic jí nechybí, aniž by byla vyloučena jakákoli část víry nebo jakákoli třída či skupina lidí. Tento přívlastek lze použít nejen na církev rozšířenou po celém světě, ale také na každý místní projev církve, v němž nechybí nic podstatného k tomu, aby církev byla skutečným tělem Kristovým.
Římský císař Theodosius I. pro své poddané omezil pojem „katoličtí křesťané“ na věřící v „jediné božství Otce, Syna a Ducha svatého, ve stejné vznešenosti a v Nejsvětější Trojici“ a pro ostatní použil označení „heretici“ (Soluňský edikt z 27. února 380).

### Apoštolská
Viz též: Apoštol a Apoštolská posloupnost
Termín apoštolská popisuje základy a víru církve jako zakořeněné a pokračující v živé tradici Ježíšových apoštolů. Katolická církev, pravoslavná církev, starobylé východní církve a asyrská východní církev tvrdí, že zachovávají původní učení apoštolů. Mají také apoštolskou posloupnost v tom smyslu, že jejich biskupové odvozují svou autoritu přímou linií vzkládání rukou od apoštolů, což je nárok, který mohou akceptovat i ostatní církve v této skupině. Anglikánské společenství, stejně jako mnohé luteránské církve, například Švédská církev, podobně učí učení o apoštolské posloupnosti. Ostatní křesťanské denominace naproti tomu obvykle zastávají názor, že to, co zachovává apoštolskou kontinuitu, je psané slovo: jak říká Bruce Milne: „Církev je apoštolská, když v praxi uznává nejvyšší autoritu apoštolských písem“.